# Ramil Safarov
Ramil Safarov (ázerbájdžánsky Ramil Sahib oğlu Səfərov, * 25. srpna 1977 Džabrajil) je ázerbájdžánský důstojník, který v únoru 2004 zabil 16 ranami sekyrou spícího arménského vojáka Gurgena Margarjana na školení NATO v Budapešti, který urážel ázerbájdžánskou vlajku a vysmíval se okupaci Safarově rodného města Džabrajilu. Po předání do Ázerbájdžánu v roce 2012 kvůli odsloužení zbytku trestu v rodné zemi byl omilostněn prezidentem Ázerbájdžánské republiky a jmenován národním hrdinou.

## Život
Narodil se v Džabrajilu, od roku 1991 žil v Baku, kde začal svá studia. Vstoupil do ázerbájdžánské armády, studoval na istanbulské akademii Kara Harp Okulu a získal hodnost poručíka.
Začátkem roku 2004 byl vyslán na školení pro důstojníky členských zemí programu Partnerství pro mír, které hostila Národní univerzita obrany Mikuláše Zrinského v Budapešti. V noci z 18. na 19. února vstoupil na ubytovně do pokoje arménského účastníka kursu Margarjana, který ho v předchozích dnech opakovaně provokoval okupací Karabachu, zasadil mu šestnáct ran sekyrou, kterými téměř oddělil jeho tělo od hlavy. Pak se vydal zabít dalšího arménského vojáka Hajka Makučjana, ale dveře jeho pokoje byly zamčené. Safarov se pokusil rozbít dveře sekyrou, ale probudil tím ostatní spící vojáky, kteří ho odzbrojili a přivolali policii.
Safarov byl postaven před soud, kde svůj čin vysvětlil nenávistí k Arménům, kteří okupovali jeho rodiště. V dubnu 2006 byl vynesen rozsudek: Safarov byl za vraždu a pokus o vraždu odsouzen k doživotnímu odnětí svobody s tím, že o propuštění může požádat až po uplynutí třiceti let. Rozhodnutí soudu vyvolalo v Ázerbájdžánu rozsáhlé protesty a ombudsmanka Elmira Sulejmanovová požádala o vydání Safarova do vlasti.
V roce 2012 se maďarská vláda rozhodla na základě Štrasburské konvence z roku 1983 o výměně vězněných osob žádosti vyhovět a předat Safarova k odpykání zbytku trestu do Ázerbájdžánu. Poté, co 31. srpna 2012 přiletěl Safarov do Baku, byl přivítán jako národní hrdina, prezident Ilham Alijev ho omilostnil, povýšil ho na majora, přidělil mu státní byt a vyplatil vysoké finanční odškodné za dobu strávenou ve vězení. Tento krok vyvolal ve světě četné demonstrace, postup ázerbájdžánských úřadů odsoudilo Ministerstvo zahraničí Spojených států amerických, Rusko, Evropská unie i generální tajemník OSN Pan Ki-mun. Arménie přerušila diplomatické styky s Maďarskem, maďarská opozice kritizovala premiéra Viktora Orbána, že ho k vydání Safarova motivovala vidina lepších vztahů s Ázerbájdžánem, který je významným vývozcem ropy.

## Reakce
- Abdurrahman Vazirov, 13. první tajemník ústředního výboru komunistické strany Ázerbájdžánské SSR, označil zabití arménského důstojníka a následné prohlášení Ramifala Safarova za národního hrdinu za "nepochopitelný čin"[4].
- Amnesty International ostře kritizovala Safarovu kauzu, odsoudila postup ázerbájdžánských úřadů, protože povzbuzuje etnické násilí vůči Arménům. AI požadovala, aby Ázerbájdžán odebral Safarovova privilegia a aby ázerbájdžánská vláda veřejně odsoudila etnické násilí.[5]